# المجباه العليا (الملاح)

تعديل مصدري - تعديل

المجباه العليا هي إحدى قرى عزلة الملاح بمديرية الملاح التابعة لمحافظة لحج، بلغ تعداد سكانها 114 نسمة حسب تعداد اليمن لعام 2004.